# ŠRC Kantarevac
Kulturno-športski centar Kantarevac je kulturni-športsko-rekreacijski centar u središtu Mostara, 50 m od Španjolskog trga i Rondoa.
Bio je otvoreno igralište s betonskom podlogom u Mostaru. Na njemu se igraju brojni malonogometni i rukometni turniri, a Kantarevac služi i za trening športskim klubovima iz zapadnog dijela grada. Na njemu su nastupali brojni poznati glazbenici iz regije, organiziraju se brojne kulturne manifestacije te športska natjecanja.
Godine 2016. poduzeti su radovi na nadogradnji Kantarevca. Igrališta i prateća infrastruktura su osuvremenjeni. Postavljena je umjetna podloga, urađeni odvodi. izgrađen novi objekt gdje će biti svlačionice i ured, sanitarni čvor, na mjestu nekadašnjeg WC-a je novi zidani objekt, na mjestu svlačionica su nove zapadne tribine, nova rasvjeta, neiskorišteni prostor iza istočne tribine stavljen je u funkciju te je tu zatvoreni dio športskih sadržaja. Za rekonstrukciju je japanska vlada odobrila potporu od 443 000 KM. Po okončanju projekta rekonstrukcije planirano je otvaranje nogometne akademije, a inicijatori za otvaranje akademije su Fondacija 'Mali most' i bivši kapetan japanske nogometne reprezentacije Japana.

## Vanjske poveznice
- Facebook